# گریت‌ویکن
گریت ویکن (به انگلیسی: Grytviken) یک منطقهٔ مسکونی در بریتانیا است که در جزایر جورجیای جنوبی و ساندویچ جنوبی واقع شده‌است. گریت ویکن ۲۰ نفر جمعیت دارد.

## نگارخانه

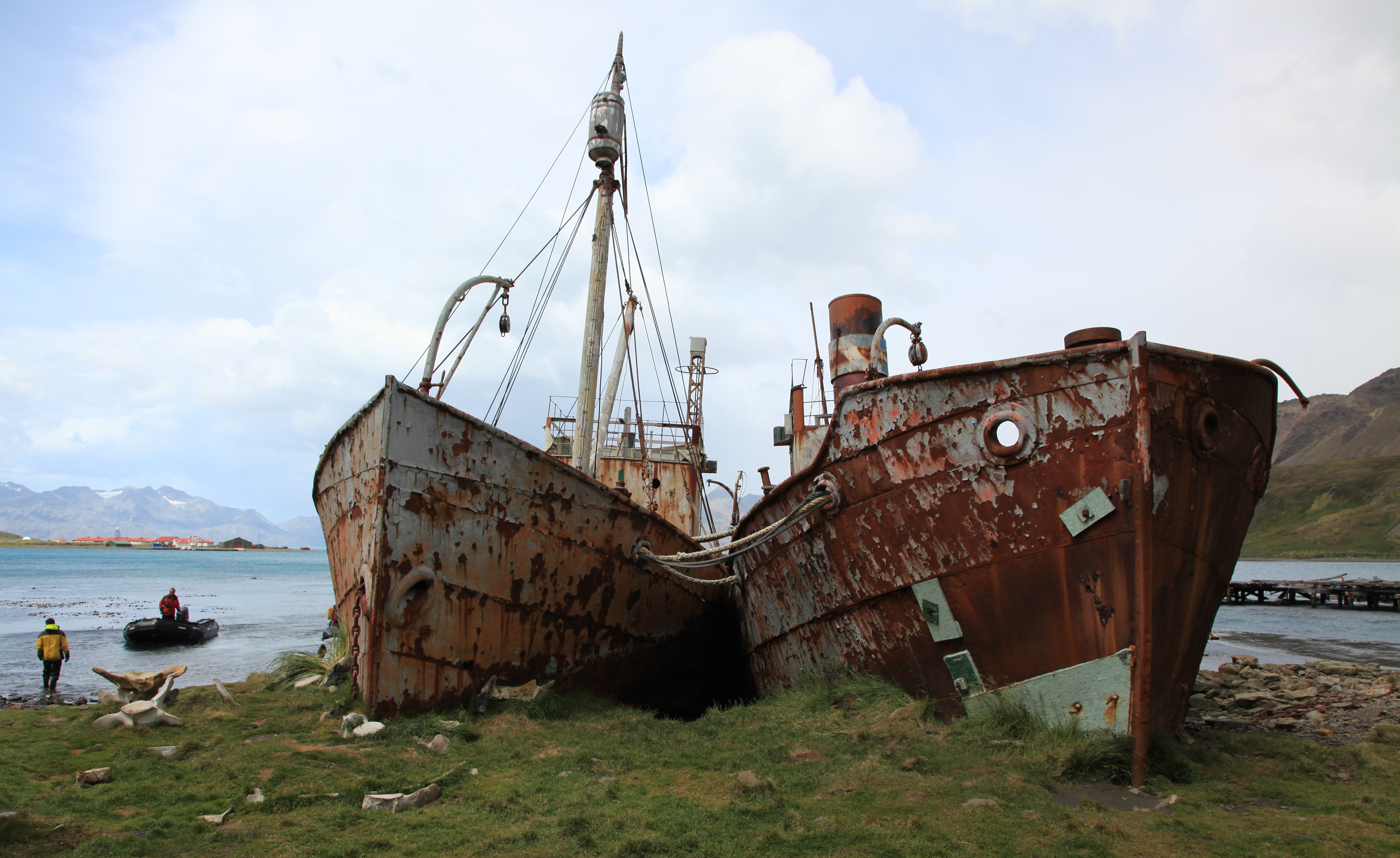
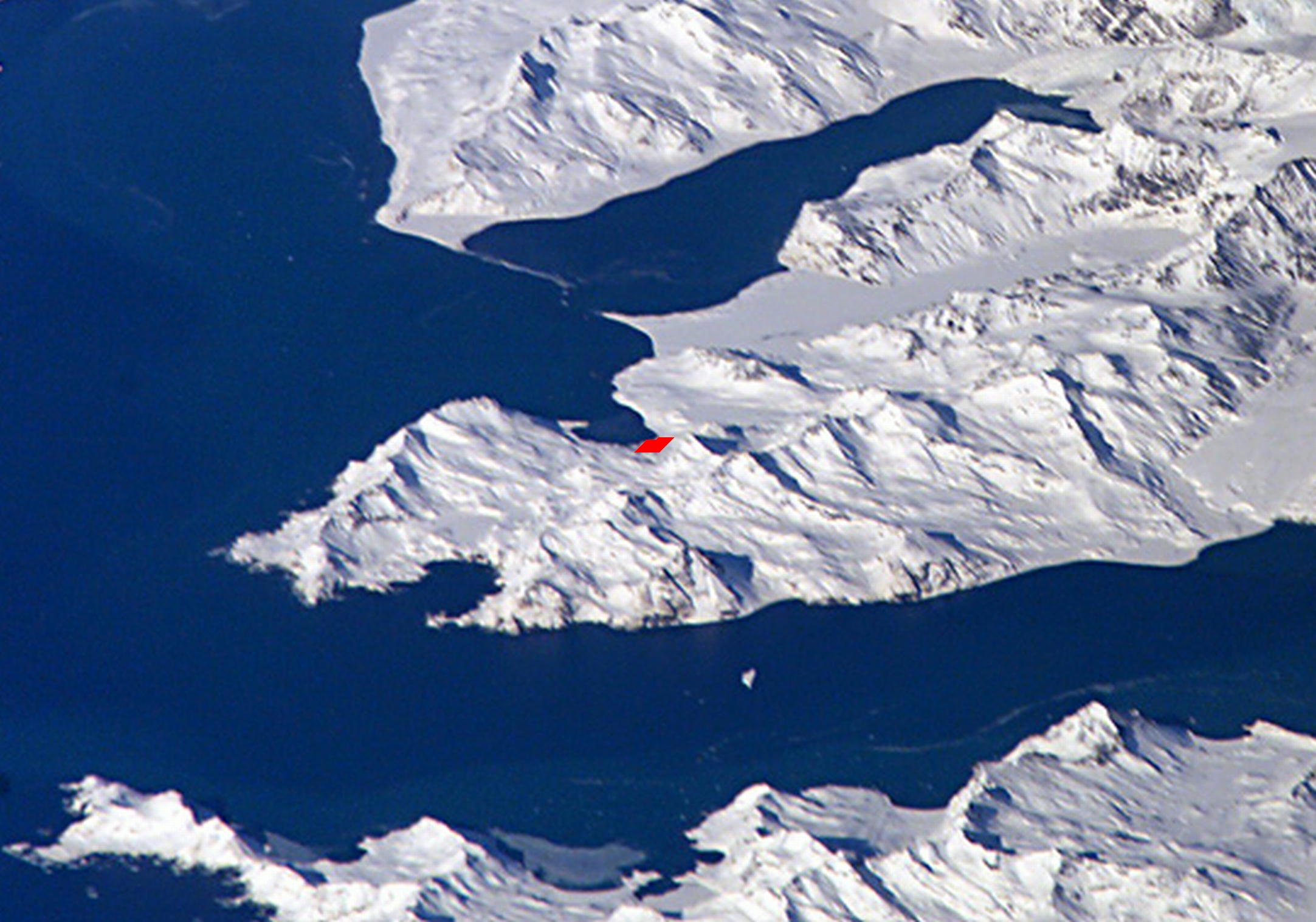